# Karl Heinz Molling
Karl Heinz Molling (ur. 22 czerwca 1972 r.) – włoski narciarz, specjalista narciarstwa dowolnego. Najlepszy wynik na mistrzostwach świata osiągnął podczas mistrzostw w Ruka, gdzie zajął 15. miejsce w skicrossie. Nie startował na igrzyskach olimpijskich. Najlepsze wyniki w Pucharze Świata osiągnął w sezonie 2001/2002, kiedy to zajął 16. miejsce w klasyfikacji generalnej.
W 2009 r. zakończył karierę.

## Sukcesy

### Mistrzostwa Świata
| Miejsce | Dzień    | Rok  | Miejscowość          | Konkurencja | Zwycięzca    |
| ------- | -------- | ---- | -------------------- | ----------- | ------------ |
| 15.     | 18 marca | 2005 | Ruka                 | Skicross    | Tomáš Kraus  |
| 19.     | 6 marca  | 2007 | Madonna di Campiglio | Skicross    | Tomáš Kraus  |
| 24.     | 2 marca  | 2009 | Inawashiro           | Skicross    | Andreas Matt |

#### Miejsca w klasyfikacji generalnej
- 2001/2002 – 16.
- 2002/2003 – 54.
- 2003/2004 – 21.
- 2004/2005 – 36.
- 2005/2006 – 18.
- 2006/2007 – 50.
- 2007/2008 – 112.
- 2008/2009 – 120.

#### Miejsca na podium
1. Les Contamines – 12 marca 2003 (Skicross) – 2. miejsce
2. Pozza di Fassa – 10 stycznia 2004 (Skicross) – 1. miejsce
3. Pozza di Fassa – 15 stycznia 2005 (Skicross) – 3. miejsce
4. Pec pod Sněžkou – 3 lutego 2006 (Skicross) – 2. miejsce

- W sumie 1 zwycięstwo, 2 drugie i 1 trzecie miejsce.